# Эшвуд, Джессика
Джессика Эшвуд (англ. Jessica Ashwood; род. 28 апреля 1993, Дарлингхёрст) — австралийская пловчиха, специализирующаяся в плавании вольным стилем на средние и длинные дистанции. Серебряный призёр Олимпийских игр, бронзовый призёр чемпионата мира.

## Ранние годы
Эшвуд родилась в Дарлингхерсте 28 апреля 1993 года. Она проживает в пригороде Падстоу, её бабушка — тренер по плаванию. Джессика училась в начальной школе Regina Coeli, прежде чем пойти в среднюю школу в MLC School.

## Плавание
Джессика Эшвуд начала плавать в возрасте четырёх лет. Её любимой дистанцией является 800 метров вольным стилем В 2012 году она тренировалась в команде с Джейденом Хадлером, Дэниелом Арнамнартом, Джеймсом Магнуссеном и Дэниелом Трантером. С 2009 по 2010 год её тренировал Джон Шоу. Брант Бест стал её тренером в 2010 году, а также работал с Джессикой с 2012 по 2014 год. Помимо этого с австралийкой работал Винс Роли с тех пор, как она присоединилась к плавательному клубу Чендлер в Квинсленде.

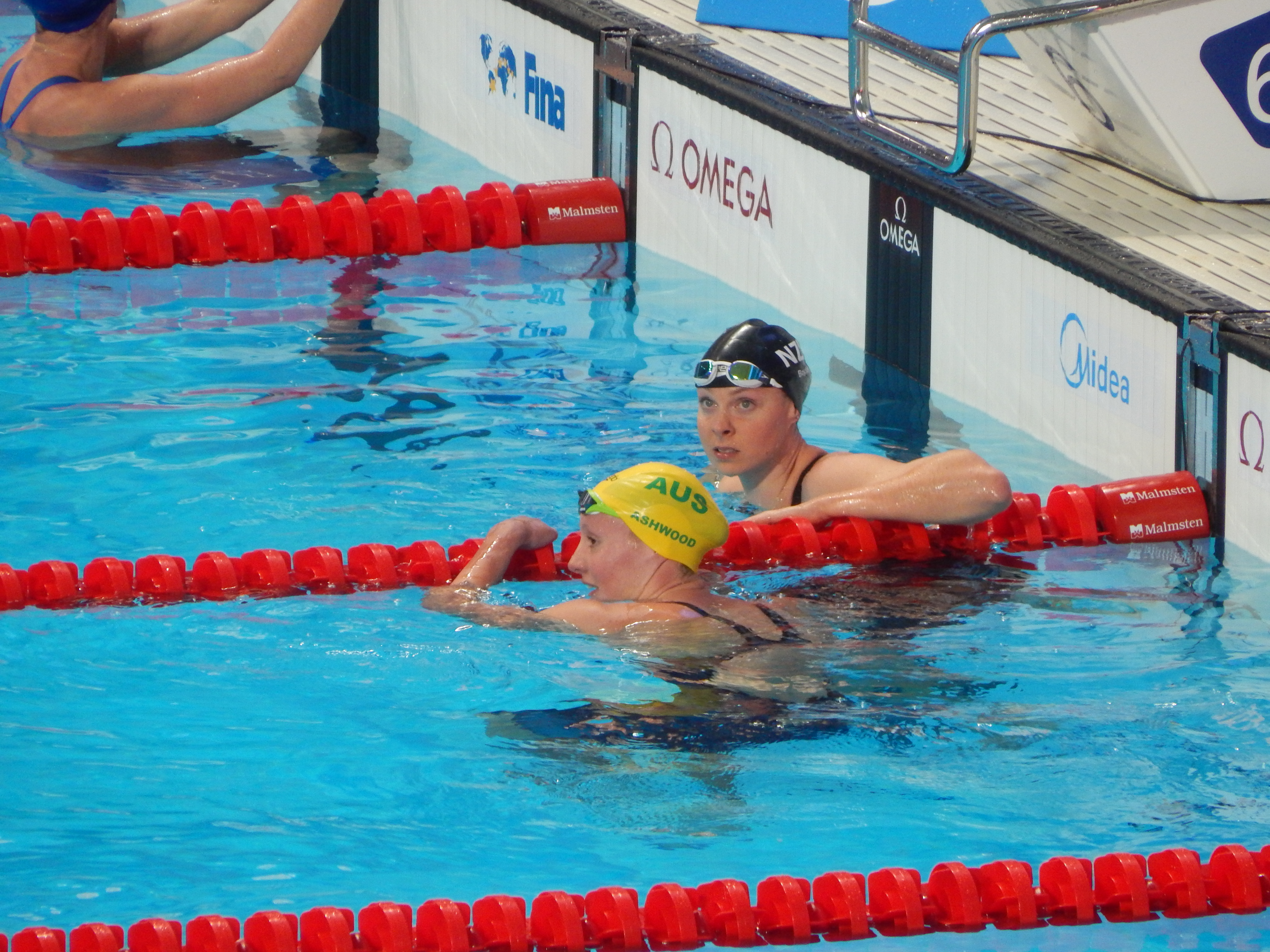
Джессика Эшвуд (в жёлтой шапочке) и Лорен Бойл (в чёрной) на чемпионате мира в Казани после финала на 400 метров вольным стилем

На соревнованиях по плаванию в 2009 году Эшвуд победила новозеландку Фиби Уильямс и стала первой на дистанции 800 метров вольным стилем. На австралийском юношеском олимпийском фестивале 2009 года она проиграла Келли Маркуни в плавании на 800 метров вольным стилем среди женщин. Она заняла второе место на 400 метров вольным стилем.
На чемпионате штата Квинсленд 2011 года она заняла второе место на 800 метров вольным стилем, уступив победителю семь секунд. На национальном чемпионате 2011 года с результатом 16.14,47 она финишировала второй на дистанции 1500 метров вольным стилем, что обеспечило ей место в национальной сборной на чемпионате мира. На чемпионате мира по плаванию 2011 года, дебютировав в сборной, она не сумела выйти в финал на дистанции 1500 метров.
На юниорском чемпионате Тихоокеанского бассейна 2011 года она заняла третье место на 400 метров вольным стилем с результатом 4.12,47. На национальном чемпионате Австралии 2012 года она заняла второе место на 800 метров вольным стилем среди женщин со временем 8.27,97.
В 18-летнем возрасте она вошла в состав сборной Австралии на летние Олимпийские игры 2012 года в плавании на 800 метров вольным стилем.
На чемпионате мира 2015 года в Казани Эшвуд завоевала бронзовую медаль на дистанции 400 метров вольным стилем.
На летних Олимпийских играх 2016 года Эшвуд представляла Австралию в плавании на 400 и 800 метров вольным стилем. Она выиграла серебряную медаль в женской эстафете 4 по 200 метров вольным стилем.